# حسين سراج
حسين عبد الله سراج، (1912م - 2007م) شاعر، وأديب ومسرحي سعودي. لقب بأبو الشعر المسرحي السعودي. وصاحب أول نص كتب في المسرح السعودي. تنقل ما بين الأردن ولبنان ومصر ثم عاد إلى السعودية. عمل رئيسا للديوان الملكي الأردني، ثم سفيرا للأردن بمصر. وعين مدير عام لرابطة العالم الإسلامي عند عودته لمكة. توفي عام 2007 وهو يبلغ من العمر 95 سنة. وطبعت أعماله الشعرية والإذاعية بعد وفاته في عشر مجلدات.

## نشأته
ولد بالطائف عام 1331هـ وكان أبوه مفتي الأحناف في مكة عبد الله سراج. تلقّى تعليمه الأول في المدرسة الراقية الهاشمية، وعندما سكن والده في سوق الليل أدخله مدرسة الفلاح. هاجر بعدها مع والده إلى الأردن حيث حصل على الابتدائية والمتوسطة هناك، ومن ثم ذهب إلى عاليه بلبنان ودرس في الكلية الوطنية بها، وبعد حصوله على الثانوية أكمل تعليمه بالجامعة الأمريكية ببيروت فحصل منها على بكالوريوس في العلوم والأداب عام 1936م.

## مسيرته المسرحية
بدأ ولعه بالمسرح منذ أيام الجامعة، فقد قرأ عن المسرح كتباً كثيرة، وكان يحضر التمثيليات، وبعد البدايات الأولى في كتابة المسرحيات، والقصص، والروايات بحوالي 8 سنوات. أصدر أول مسرحية له بعنوان «الظالم نفسه» وبعدها مسرحية «جميل وبثينة، أو الحب العذري» عام 1943م ثم عني بالمسرحيات الشعرية فنظم مسرحية «غرام ولادة» التي نشرتها دار المعارف في القاهرة عام 1952م، ثم نشرت له دار تهامة مسرحية شعرية «الشوق إليك» عام 1974م، ونشرت له نفس الدار ديوان شعر بعنوان «إليها».

## مسيرته الشعرية
أول محاولته في نظم الشعر فقد كانت في عاليه بلبنان، وعلمه الشعر الأديب اللبناني مارون عبود وكان يساعد سراج ويشجِّعه على القراءة وحفظ الأشعار ويعلِّمه العروض بصورة خاصة، وقد كان يعرض عليه بعض الأبيات فيجد فيها شيئاً من الزحاف فيرشده إليه ويصلحه. فكتب الأناشيد الوطنية والأغاني الوجدانية، ونظم في حفلة التخرُّج قصيدة نشرت في ديوان «وحي الصحراء».

### من قصائده
- قصيدة بعنوان «إليها»:

- قصيدة بعنوان «بحيرات العيون»:

## عودته إلى السعودية والإذاعة
اشتد به الحنين إلى العودة إلى وطنه السعودية. وعندما عاد كانت معه رواياته اجتمع بالأستاذ حسن قزاز حين كان يشغل رئاسة تحرير جريدة البلاد، وعرض عليه الروايات فأجابه: الجريدة أمامك، وأخذ منه أول رواية سباعية بعنوان «عندما تنام القرية» كانت أول سباعية تنشر في الجرائد بالمملكة العربية السعودية.
بدأت علاقته بالإِذاعة منذ تولّى الأستاذ عبد الله بلخير إدارة شؤونها ومسؤولياتها، وزاد التصاقه بها بعد أن أصبح الأستاذ عباس غزاوي مديراً لإِذاعة جدة. وكان يقدم بعض البرامج القصيرة التي لا تأخذ أكثر من ربع ساعة وكانت عبارة عن قصص اجتماعية. - وقد ترجم بتصرُّف من الروايات الأجنبية بحيث لا يستغرق تمثيلها أكثر من نصف ساعة، وكانت أولى تلك المسلسلات القصصية مسلسلة بعنوان «دموع وشموع»، ثم تابع بعد ذلك كتابة المسلسلات المذاعة، فكتب المسلسلات التالية: «نور وهداية»و «العودة إلى المنبع»ومسلسلة «قيس وليلى»، ثم كتب مسلسلة «أصحاب محمد صلى الله عليه وسلم» وهي مستوحاة من كتاب الشيخ خالد محمد خالد «رجـال حول النبي صلى الله عليه وسلم»، ثم مسلسلة «مكة عبر التاريخ»، ومسلسلة «فلسطين عبر التاريخ» ثم كتب مسلسلات عن شخصيات إسلامية لها دور كبير في التاريخ الإِسلامي كابن حميدو الجزائري،. كذلك كتب حلقات عن خير الدين بربروس، وعن عبد الله البطال، وبعد ذلك تعاون مع الأستاذ يحيى كتوعة والسيد سعيد الهندي في إخراج مسلسل يتحدث عن الجزيرة سماه «أمجاد الجزيرة». وبدؤوا أمجاد الجزيرة من قبل موسم سوق عكاظ، وبدؤوها حتى إرهاصات ما قبل النبوة، وحينما جاء دور النبوة أكمل المسلسل بعنوان «ركب النبوة».
وقد استمرت إذاعة هذا المسلسل ثلاث سنوات، وعرضت منه ثلاثون حلقة بالتلفاز من جدة، وأخيراً كتب مسرحية «الشوق إليك» التي أوضح في مقدمتها الأسباب التي دعته إلى أن ينطق الشخوص في المسرحية بلغة البيئة التي تعيش فيها تلك الشخوص، وأبتعد عن اللغة التي لجأ إليها من سبقه في كتابة المسرحيات مثل شوقي، وعزيز أباظة، وقد حبَّذ استعمال بحر المقتضب.

## وفاته
توفي سنة 2007م.